# Un thé au Sahara (film)
Pour le roman, voir Un thé au Sahara.
Pour plus de détails, voir Fiche technique et Distribution.
Un thé au Sahara (italien : Il tè nel deserto ; anglais : The Sheltering Sky) est un film dramatique italo-britannique, réalisé par Bernardo Bertolucci et sorti en 1990. Il est inspiré du roman homonyme américain de Paul Bowles, paru en 1949.

## Synopsis
En 1947, trois riches artistes Américains, Port et Kit Moresby et leur ami George Tunner, débarquent dans un port du Nord de l'Afrique avec l'intention de traverser le Sahara. Port est un compositeur désenchanté ; Kit est une auteure dramatique, plus optimiste mais aussi plus fragile. Leur couple traverse une crise douloureuse. Ils pensent que l'aventure représentée par le Sahara peut leur apporter l'oxygène qui leur manque. Quant à Tunner, un séduisant mondain, il est surtout préoccupé de séduire la jolie Kit. Port soupçonne une liaison entre Kit et Tunner. Leurs relations se dégradent, entachées de méfiance ; le trio entretient des rapports troubles. La rencontre de Mrs Lyle, une Anglaise excentrique rédigeant des guides touristiques, et de son fils Éric, gros garçon malsain, va hâter leur départ vers le sud.
Port profite de la Mercedes des Anglais tandis que Kit part en train avec Tunner. Pendant le voyage, elle devient sa maîtresse. Les conditions de voyage deviennent de plus en plus pénibles et d'étranges malaises assaillent Port. Après s'être débarrassé de Tunner, Port emmène Kit à El Ga'a. Mais son état empire et il est transporté au fort français où un médecin l'isole : il a la typhoïde.
Après avoir assisté Port dans sa lente agonie, Kit, rongée par un intense sentiment de culpabilité, part seule dans le désert. Belqassim, un jeune chef Touareg, l'emmène dans sa caravane, s'éprend d'elle et une fois dans son village, la cache dans la maison familiale. Mais la jalousie des autres épouses force Kit à fuir de nouveau, déguisée en Arabe, jusqu'à ce que l'argent français qu'elle détient la trahisse. Rapatriée à Tanger, Kit, muette, hébétée, est conduite par Miss Ferry à l'hôtel où l'attend Tunner. Déjouant la surveillance de sa compagne, Kit s'échappe pour retourner au café où ils aimaient se rendre au début de leur voyage. Elle y retrouve un vieil homme, témoin de leur histoire.

## Fiche technique
Sauf indication contraire, les informations mentionnées dans cette section peuvent être confirmées par la base de données cinématographiques IMDb,  présente dans la section « Liens externes ».
- Titre français : Un thé au Sahara
- Titre original italien : Il tè nel deserto
- Titre original anglais : The Sheltering Sky
- Réalisation : Bernardo Bertolucci
- Scénario : Mark Peploe, Bernardo Bertolucci, d'après le roman homonyme de Paul Bowles
- Directeur de la photographie : Vittorio Storaro
- Montage : Gabriella Cristiani
- Direction artistique : Andrew Sanders
- Décors : Ferdinando Scarfiotti, Gianni Silvestri
- Costumes : James Acheson
- Musique : Ryūichi Sakamoto
- Producteurs : Jeremy Thomas
- Société de production : Aldrich Group, Film Trustees Ltd., Recorded Picture Company et Sahara Company, TAO Film
- Société de distribution : Acteurs auteurs associés, Bac Films, BBC, BBC2, CBS, Fox Video, Gaumont, Warner Bros. et Warner Home Video
- Budget de production : 25 000 000 $
- Pays d’origine : Royaume-Uni et Italie
- Langues : anglais, français, arabe
- Format : Couleurs (Eastmancolor) / Noir et blanc (Stock-shot) - 1,85:1 - Dolby / 70 mm 6-Track - 35 mm
- Genre : Aventure, drame
- Durée : 138 minutes
- Dates de sortie en salles : 
  - Italie : 15 novembre 1990
  - France : 21 novembre 1990
  - Royaume-Uni : 30 novembre 1990

## Distribution
- Debra Winger : Kit Moresby
- John Malkovich : Port Moresby
- Campbell Scott : George Tunner
- Jill Bennett : Mrs. Lyle
- Timothy Spall : Éric Lyle
- Éric Vu-An : Belqassim
- Mohamed Ben Smaïl : Smaïl
- Amina Annabi : Mahrnia
- Carolyn De Fonseca (en) : Miss Ferry
- Philippe Morier-Genoud : capitaine Broussard
- Sotigui Kouyaté : Abdelkader
- Tom Novembre : un officier français
- Paul Bowles : le narrateur
- Nicoletta Braschi : la femme française
- Veronica Lazar : la nonne
- Paul Bowles : le narrateur

## Production

### Projet et adaptation
Après le succès de son précédent film, Le Dernier Empereur (1987), Bernardo Bertolucci décide d'adapter une autre fresque épique et dramatique historique basée sur le roman Un thé au Sahara de l'écrivain et voyageur américain Paul Bowles publié en 1949. Ce dernier, qui a passé l'essentiel de sa vie d'expatrié à Tanger au Maroc, donne son accord (il participera également symboliquement au tournage avec le rôle du narrateur apparaissant au début et à la fin du film) et le livre est adapté en scénario par Mark Peploe et le réalisateur italien.

### Tournage
Le film est tourné du 21 septembre 1989 au 26 janvier 1990 au Maroc (à Tanger – dont le port et l'hôtel El Minzah –, à Ouarzazate et sa région – notamment dans les villes fortifiées de Tamnougalt et d'Aït-ben-Haddou – et à Erfoud), en Algérie (à Timimoun) et au Niger (à Agadez autour de la mosquée d'Agadez),.

## Distinctions
| Date            | Distinction   | Catégorie                 | Nom                                | Résultat   |
| --------------- | ------------- | ------------------------- | ---------------------------------- | ---------- |
| 19 janvier 1991 | Golden Globes | Meilleure musique de film | Ryûichi Sakamoto, Richard Horowitz | Lauréat    |
| 19 janvier 1991 | Golden Globes | Meilleur réalisateur      | Bernardo Bertolucci                | Nomination |
| 17 mars 1991    | BAFTA Awards  | Meilleure photographie    | Vittorio Storaro                   | Lauréat    |
| 17 mars 1991    | BAFTA Awards  | Meilleurs décors          | Gianni Silvestri                   | Nomination |